# Национални симболи Албаније
Национални симболи Албаније су симболи који представљају Албанију, албански народ и албанску културу. Због широке распрострањености Албанаца, ови симболи се могу разликовати у односу на област. Историјски, Албанци представљају значајне мањине у Србији, Северној Македонији, Црној Гори, Грчкој и Италији.

## Званични симболи
| Тип                 | Слика                                         | Симбол |
| ------------------- | --------------------------------------------- | --- |
| Национална застава  |                                               | Застава Албаније Застава Албаније (алб. Flamuri i Shqipërisë) је црвена застава са црним двоглавим орлом у средини. Заставу са двоглавим орлом је користило неколико албанских кнежевина од раног средњег века, као што су породице Музака, Топија, Кастриоти и Дукађини.                    |
| Националне боје     |                                               | Црвена и црна Црвену и црну боју је званично користила Љешка лига (1444—1479). |
| Грб                 |                                               | Грб Албаније Парламент Албаније је 1992. године усвојио грб. |
| Национална химна    | Himni i Flamurit (инструментал)               | „” (срп. ) је била химна свих албанских држава од 1912. године. Химну је саставио румунски композитор Чипријан Порумбеску. Првобитни јој је наслов „Pe-al nostru steag e scris Unire”. Текстове на албански језик превео је румунски песник албанског порекла Виктор Ефтимију.                           |
| Национални мото     | Ти Албанијо, дај ми част, дај ми албанско име | Ти Албанијо, дај ми част, дај ми албанско име |
| Национална животиња |                                               | Орао је национални симбол Албанаца. Сматра се животињским тотемом повезаним са слободом и херојством у њиховом фолклору. Коришћен је као национални симбол од најранијих записа и био је уобичајени хералдички симбол за многе албанске династије у касном средњем веку. |

## Незванични симболи
| Тип                   | Слика     | Симбол              |
| --------------------- | --------- | ------------------- |
| Национални херој      |           | Скендербег          |
| Национални цвет       |           | Булка               |
| Национално дрво       |           | Маслина             |
| Светац заштитник      |           | Госпа Доброг Савета |
| Национални инструмент |           | Ћифтели             |
| Национални инструмент | Лахута    |                     |
| Национална ношња      |           | Кече/плис           |
| Национална ношња      | Опинга    |                     |
| Национална ношња      | Фустанела |                     |